# Nerf laryngé récurrent
Le nerf laryngé récurrent ou nerf récurrent ou nerf laryngé inférieur est un nerf mixte issu du nerf vague (Xe paire des nerfs crâniens). 
Il n'a pas le même trajet à droite et à gauche du fait des origines différentes des artères à partir de l'arc aortique. Ainsi, à droite il naît juste en dessous de l'artère subclavière et la crochète pour remonter obliquement vers le pharynx en innervant les organes du cou : œsophage, larynx, trachée. À gauche il naît dans le thorax sous la crosse aortique et son trajet est plutôt vertical, cheminant entre l'œsophage et la trachée.

## Rôle
Il innerve tous les muscles du larynx sauf le muscle crico-thyroïdien. Responsable de l'innervation des muscles intrinsèques du larynx, dont le muscle vocal, il est le nerf de la phonation (nerf de la corde vocale gauche et nerf de la corde vocale droite).

## Pathologie
Il existe un rapport étroit entre ce nerf et la glande thyroïde. De ce fait, on peut léser ce nerf lors de l'ablation de la glande, conduisant ainsi à une dysphonie (trouble de la voix).

## Évolution
Dans la vulgarisation scientifique, le parcours de nerf laryngé récurrent est souvent cité comme argument en faveur de la théorie de l'évolution par opposition aux arguments de dessein intelligent. En effet, le parcours du nerf représente un détour qui heurte le bon sens, mais s'explique par l'évolution : son parcours était quasiment rectiligne chez les poissons et s'est graduellement allongé au cours de l'évolution des tétrapodes, au fur et à mesure de la formation du cou (et de l'éloignement entre le cœur et le cerveau). Un article de 2011 qualifie le nerf laryngé récurrent des sauropodes de « monument d'inefficacité » : chez certaines espèces, les neurones constituant ce nerf aurait pu avoir une longueur de 40 à 50 mètres, en faisant probablement les cellules les plus longues de l'histoire de la vie sur terre.